# Арарат (село)
Арарат (вірм. Արարատ) — село в марзі Арарат, у центрі Вірменії. Село розташоване на трасі Єреван — Степанакерт, на залізниці Єреван — Єрасх, на півночі безпосередньо межує з однойменним містом Арарат, розташоване за 3 км на схід від села Ноякерт та за 8 км на північний захід від села Суренаван.